# Orașul Stelar
Orașul Stelar (în rusă Звёздный городок, transliterat: Zviozdnîi gorodok) este un oraș din Rusia, situat în apropierea Moscovei. În acest oraș sunt pregătiți astronauții ruși.

Cosmonautul Dumitru Prunariu a fost pregătit și trimis în cosmos din acest oraș .

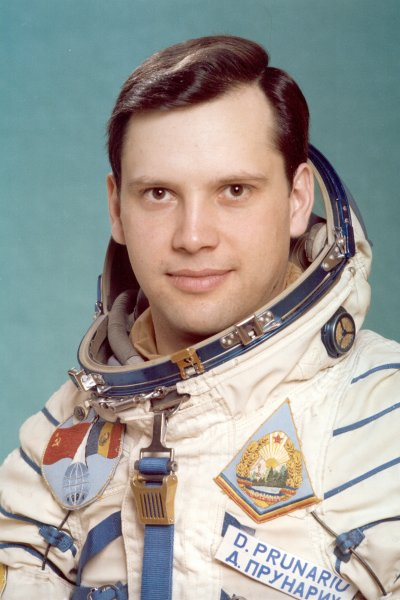
Cosmonautul românesc